# جفرسون (اوهایو)
جفرسون (به انگلیسی: Jefferson) یک روستا در ایالات متحده آمریکا است که در شهرستان آشتابولا، اوهایو واقع شده‌است. جفرسون ۶٫۵۳ کیلومتر مربع مساحت و ۳٬۱۲۰ نفر جمعیت دارد و ۲۹۲ متر بالاتر از سطح دریا قرار دارد.